# Moara de vânt din Troița Nouă
Moară de vânt este o moară amplasată în Troița Nouă, raionul Anenii Noi, Republica Moldova. Este un monument istoric de importanță națională inclus în Registrul monumentelor Republicii Moldova ocrotite de stat cu nr. 150 (raionul Anenii Noi). Datează din sec. XX.